# David VI av Georgien
David VI av Georgien, född 1225, död 1293, var en georgisk monark. Han var kung i kungariket Georgien mellan 1245 och 1259.